# Seven de Malasia 2001
El Seven de Malasia de 2001 fue la primera edición del torneo de rugby 7, fue el sexto torneo de la temporada 2000-01 de la Serie Mundial Masculina de Rugby 7.
Se disputó en la instalaciones del Estadio Petaling Jaya de Kuala Lumpur.

## Fase de grupos

### Grupo A
| Equipo        | Encuentros | Encuentros | Encuentros | Encuentros | Tantos  | Tantos    | Tantos     | Puntos |
| Equipo        | jugados    | ganados    | empatados  | perdidos   | a favor | en contra | diferencia | Puntos |
| ------------- | ---------- | ---------- | ---------- | ---------- | ------- | --------- | ---------- | ------ |
| Nueva Zelanda | 3          | 3          | 0          | 0          | 113     | 10        | 103        | 9      |
| Gales         | 3          | 2          | 0          | 1          | 67      | 40        | 27         | 7      |
| Inglaterra    | 3          | 1          | 0          | 2          | 50      | 67        | −17        | 5      |
| Malasia       | 3          | 0          | 0          | 3          | 17      | 130       | −113       | 3      |

Nota: Se otorgan 3 puntos al equipo que gane un partido, 2 al que empate y 1 al que pierda

### Grupo B
| Equipo       | Encuentros | Encuentros | Encuentros | Encuentros | Tantos  | Tantos    | Tantos     | Puntos |
| Equipo       | jugados    | ganados    | empatados  | perdidos   | a favor | en contra | diferencia | Puntos |
| ------------ | ---------- | ---------- | ---------- | ---------- | ------- | --------- | ---------- | ------ |
| Australia    | 3          | 3          | 0          | 0          | 98      | 0         | 98         | 9      |
| Francia      | 3          | 1          | 1          | 1          | 38      | 40        | –2         | 6      |
| Canadá       | 3          | 1          | 1          | 1          | 33      | 60        | −27        | 6      |
| China Taipéi | 3          | 0          | 0          | 3          | 29      | 98        | −69        | 3      |

### Grupo C
| Equipo        | Encuentros | Encuentros | Encuentros | Encuentros | Tantos  | Tantos    | Tantos     | Puntos |
| Equipo        | jugados    | ganados    | empatados  | perdidos   | a favor | en contra | diferencia | Puntos |
| ------------- | ---------- | ---------- | ---------- | ---------- | ------- | --------- | ---------- | ------ |
| Fiyi          | 3          | 3          | 0          | 0          | 120     | 14        | 106        | 9      |
| Argentina     | 3          | 2          | 0          | 1          | 64      | 66        | –2         | 7      |
| Corea del Sur | 3          | 1          | 0          | 2          | 61      | 73        | −12        | 5      |
| Tailandia     | 3          | 0          | 0          | 3          | 31      | 123       | −92        | 3      |

### Grupo D
| Equipo    | Encuentros | Encuentros | Encuentros | Encuentros | Tantos  | Tantos    | Tantos     | Puntos |
| Equipo    | jugados    | ganados    | empatados  | perdidos   | a favor | en contra | diferencia | Puntos |
| --------- | ---------- | ---------- | ---------- | ---------- | ------- | --------- | ---------- | ------ |
| Sudáfrica | 3          | 2          | 1          | 0          | 92      | 5         | 87         | 8      |
| Samoa     | 3          | 2          | 1          | 0          | 88      | 24        | 64         | 8      |
| Japón     | 3          | 1          | 0          | 2          | 33      | 98        | −65        | 5      |
| Singapur  | 3          | 0          | 0          | 3          | 22      | 108       | −86        | 3      |

## Fase Final

### Cuartos de final
| 22 de abril | Nueva Zelanda | 26 - 5 | Francia |  |  |

| 22 de abril | Sudáfrica | 24 - 14 | Argentina |  |  |

| 22 de abril | Australia | 24 - 14 | Gales |  |  |

| 22 de abril | Fiyi | 26 - 12 | Samoa |  |  |

### Semifinal
| 22 de abril | Nueva Zelanda | 19 - 7 | Sudáfrica |  |  |

| 22 de abril | Australia | 19 - 7 | Fiyi |  |  |

### Final
| 22 de abril | Nueva Zelanda | 17 - 19 | Australia |  |  |

| Bandera de Australia   |
| Campeón Australia      |
| 3º título del circuito |